# Les Aix-d’Angillon
Les Aix-d’Angillon – miejscowość i gmina we Francji, w Regionie Centralnym, w departamencie Cher.
Według danych na rok 1990 gminę zamieszkiwało 2160 osób, a gęstość zaludnienia wynosiła 147 osób/km² (wśród 1842 gmin Regionu Centralnego Les Aix-d’Angillon plasuje się na 173. miejscu pod względem liczby ludności, natomiast pod względem powierzchni na miejscu 896.).